# Sherburn
Sherburn és una població dels Estats Units a l'estat de Minnesota. Segons el cens del 2000 tenia 1.082 habitants.

## Demografia
Segons el cens del 2000, Sherburn tenia 1.082 habitants, 484 habitatges, i 285 famílies. La densitat de població era de 469,4 habitants per km².
Dels 484 habitatges en un 26,9% hi vivien nens de menys de 18 anys, en un 47,1% hi vivien parelles casades, en un 9,1% dones solteres, i en un 41,1% no eren unitats familiars. En el 38,6% dels habitatges hi vivien persones soles el 22,5% de les quals corresponia a persones de 65 anys o més que vivien soles. El nombre mitjà de persones vivint en cada habitatge era de 2,21 i el nombre mitjà de persones que vivien en cada família era de 2,95.
Per edats la població es repartia de la següent manera: un 24,8% tenia menys de 18 anys, un 6,2% entre 18 i 24, un 26,1% entre 25 i 44, un 21,8% de 45 a 60 i un 21,2% 65 anys o més.
L'edat mediana era de 41 anys. Per cada 100 dones de 18 o més anys hi havia 88,4 homes.
La renda mediana per habitatge era de 326.643 $ i la renda mediana per família de 435.132 $. Els homes tenien una renda mediana de 126.964 $ mentre que les dones 17.313 $. La renda per capita de la població era de 15.079 $. Entorn del 5,6% de les famílies i el 10,6% de la població estaven per davall del llindar de pobresa.

## Poblacions més properes
El següent diagrama mostra les poblacions més properes.